# Cloche (hoed)

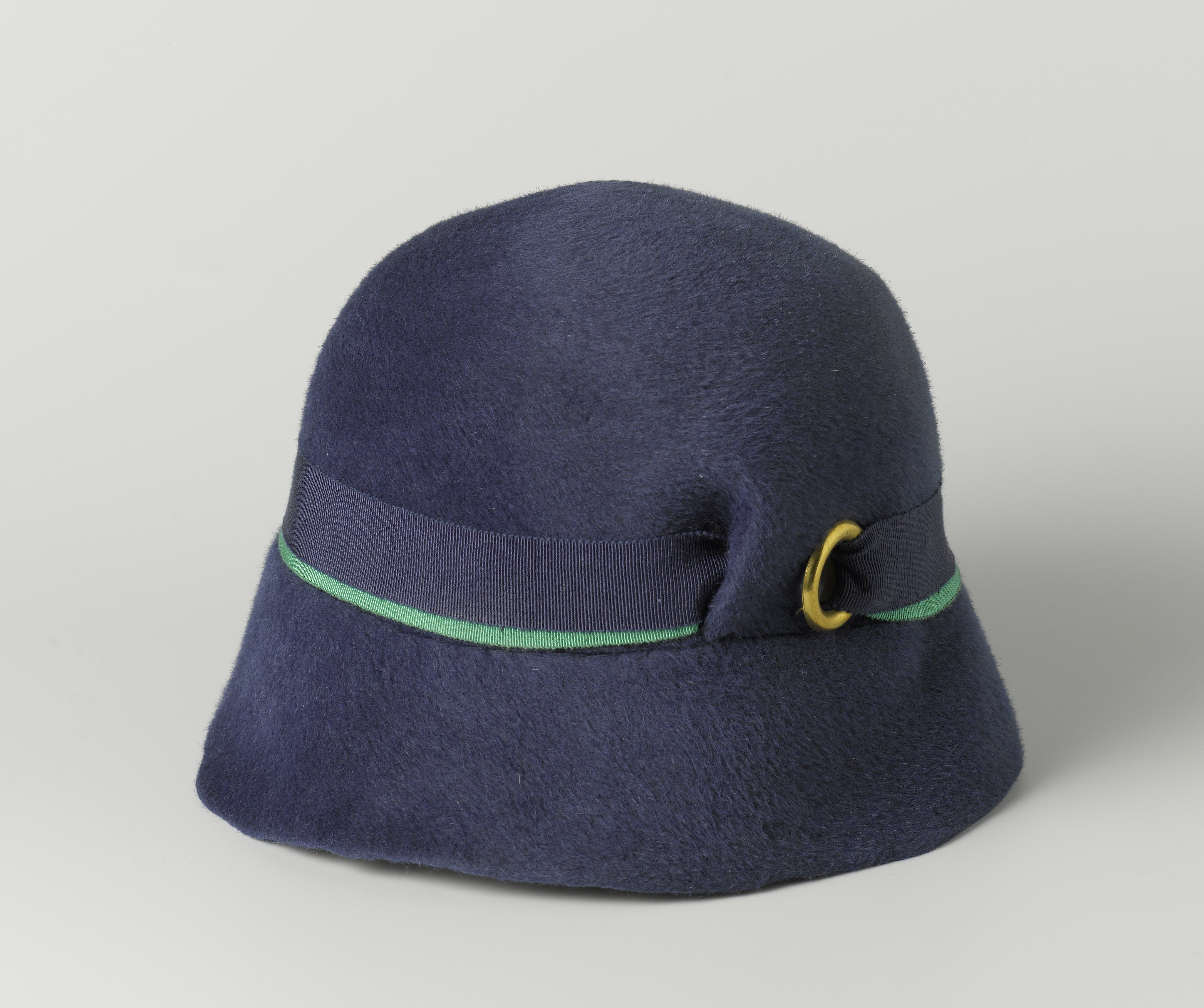
Cloche

Een cloche (Frans voor 'klok'), ook wel clochehoed genoemd, is een klokvormige dameshoed. De correcte Nederlandse benaming is pothoed, maar deze wordt weinig gebruikt, mogelijk vanwege de onmodieuze associatie met een bloempot.

## Geschiedenis
De cloche is een typische 20e-eeuwse dameshoed. In 1908 waren de Franse hoedenmaaksters Caroline Reboux en Lucy Hamar een van de eersten die, onafhankelijk van elkaar, de cloche introduceerden. Cloches waren vooral populair in de periode van ongeveer 1922 tot 1933 (de Roaring Twenties). Ze pasten in de modetrend die de flappergirls uitdroegen, waarbij de nadruk lag op korte kapsels, het afwerpen van het korset en het dragen van korte, losvallende jurken. Cloches en ook toques pasten goed bij deze vrijgevochten mode.
Haute-couture-modehuizen zoals Lanvin en Molyneux openden ateliers waarin werd samengewerkt met hoedenmakers om cloches te maken die goed pasten bij hun kledingontwerpen. De hoeden vormden zelfs de basis voor een kapsel: de Eton crop (een kort bob-kapsel, bekend door Josephine Baker) werd populair doordat het ideaal was in combinatie met een cloche.
Aan het eind van de jaren '20 werd het mode om de rand naar believen naar boven te klappen. Dit bleef de overheersende draagstijl totdat de cloche rond '33, '34 uit de mode raakte. Zowel in de jaren '60 als de jaren '80 beleefde de cloche een kleine opleving in het modebeeld. In de 21e eeuw worden cloches alleen nog door liefhebbers van vintage-stijlen gedragen.

## Vorm
Cloches zijn rond van vorm en meestal gemaakt van vilt, een flexibel materiaal zodat de hoed zich aan de vorm van het hoofd kan aanpassen. Voor zomerse cloches wordt ook wel stro of panamastro gebruikt. De kroon bedekt het grootste gedeelte van het hoofd en de korte, afhangende rand schermt de ogen af. Meestal is het uiterlijk van de hoed neutraal, zonder al te veel decoratie, om de vorm van de hoed goed uit te laten komen. Decoraties zoals een gekleurde hoedband (eventueel in de vorm van een sjaal), een gesp of broche, veertjes, borduursels of applicaties worden wel toegepast.

## Galerij

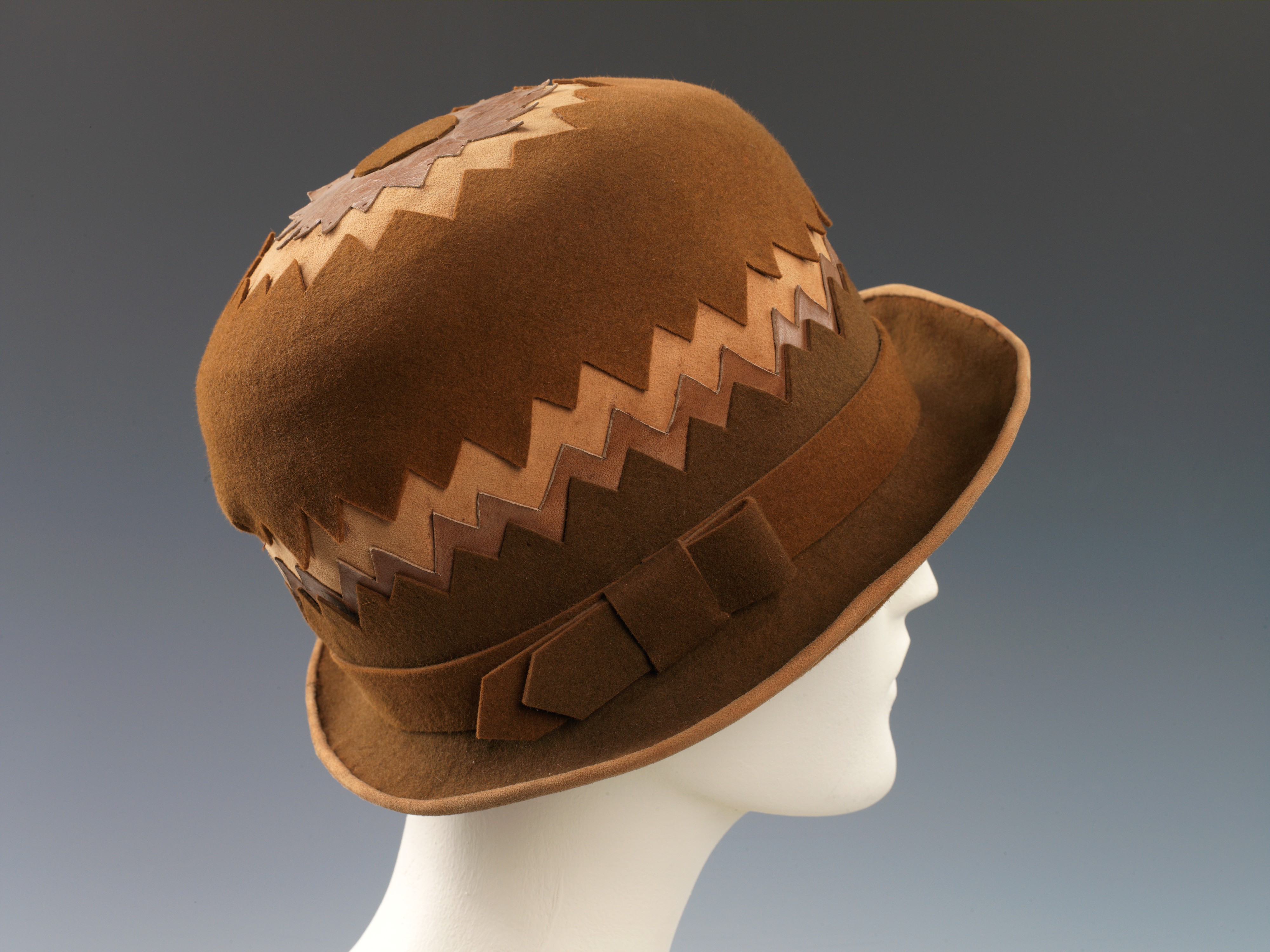
Cloche van wol, leer en zijde, ontworpen door Paul Poiret, 1923
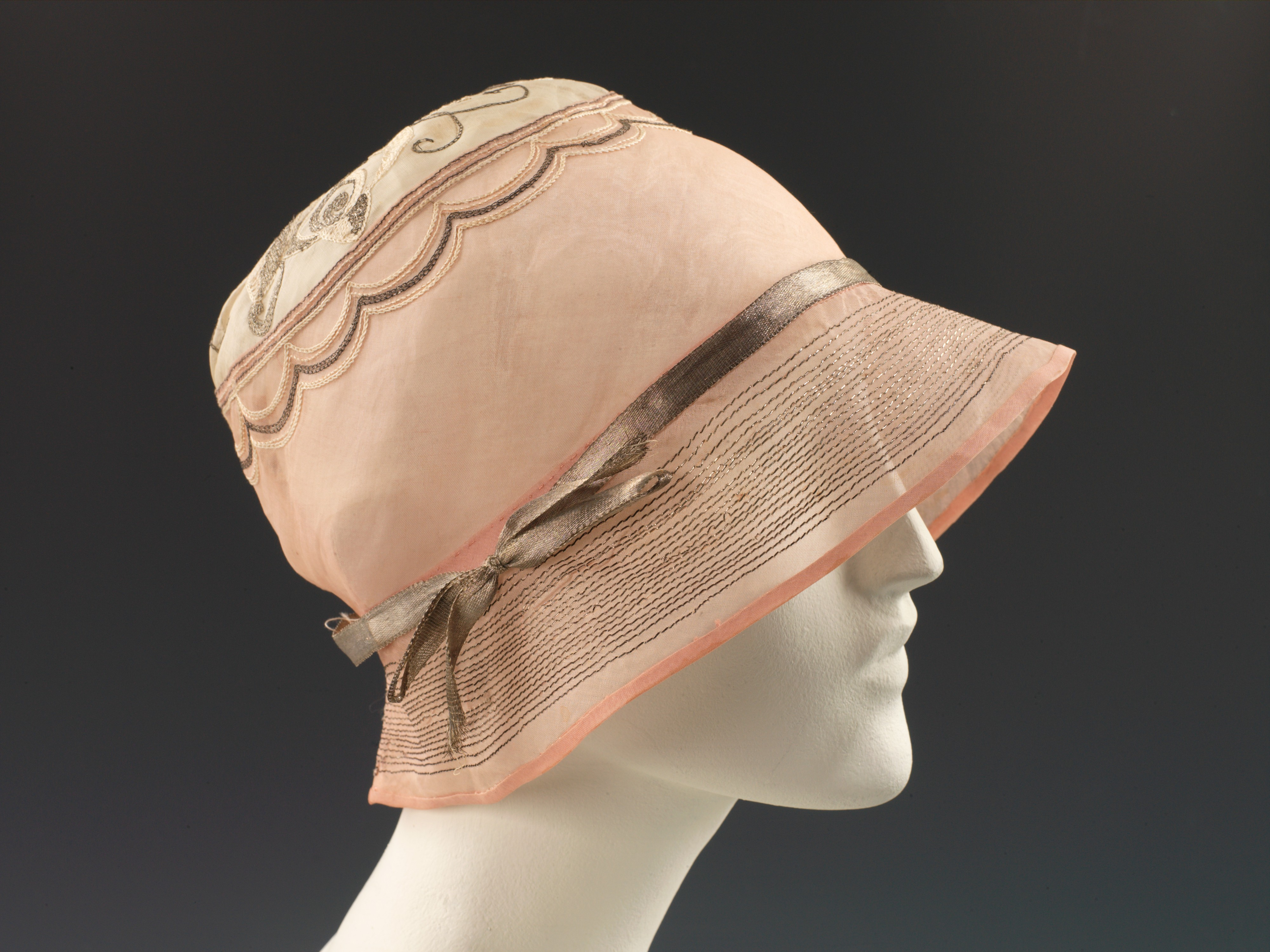
Cloche ontworpen door Jeanne Lanvin, van katoen en metaal, 1925
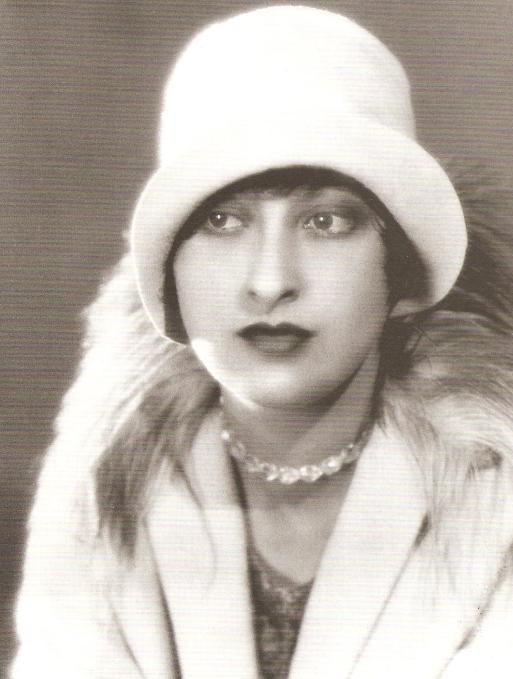
Ruth Harriet Louise met cloche met omgeslagen rand, 1928
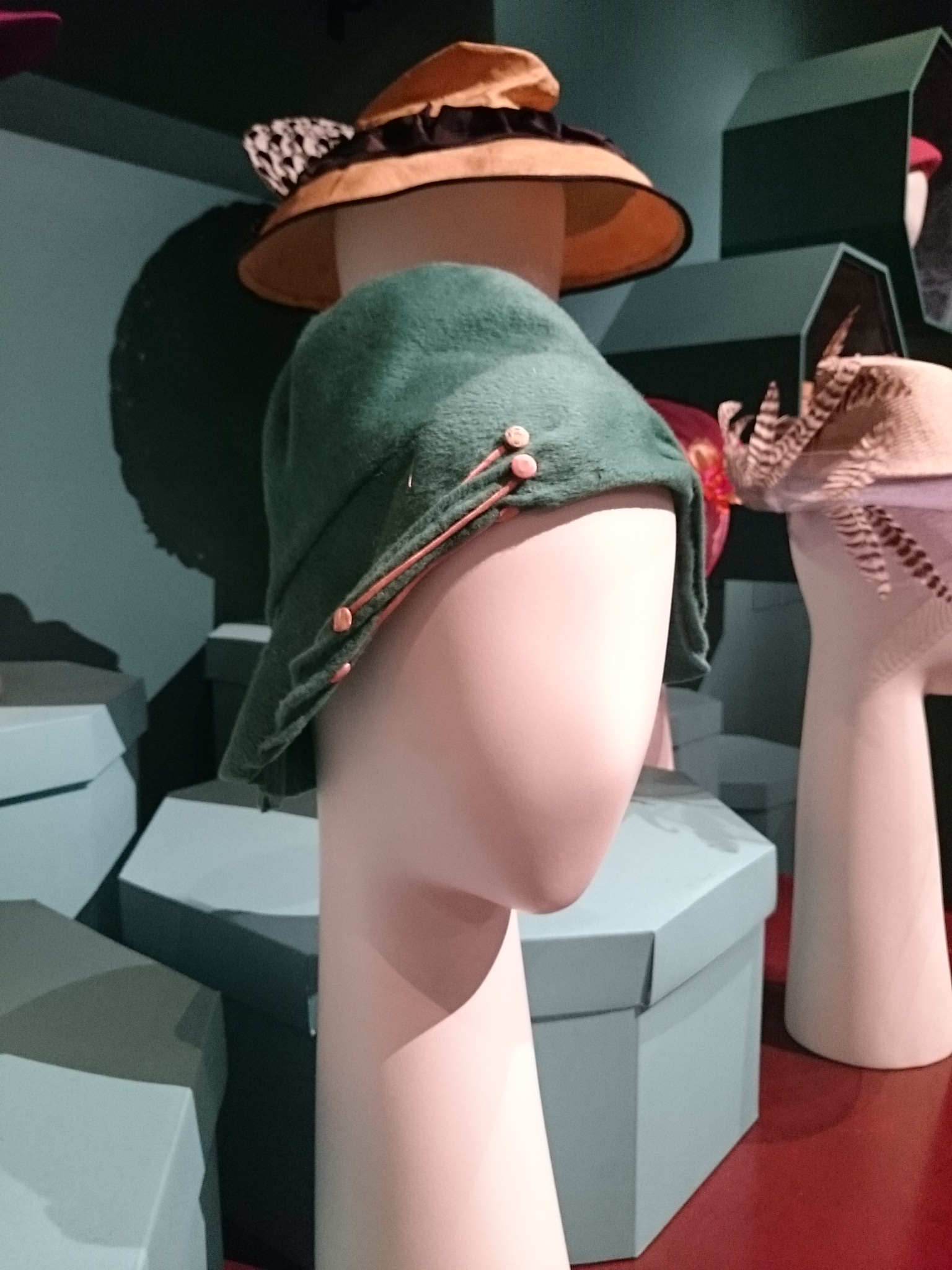
Cloche ontworpen door Gertrude Southam, 1930
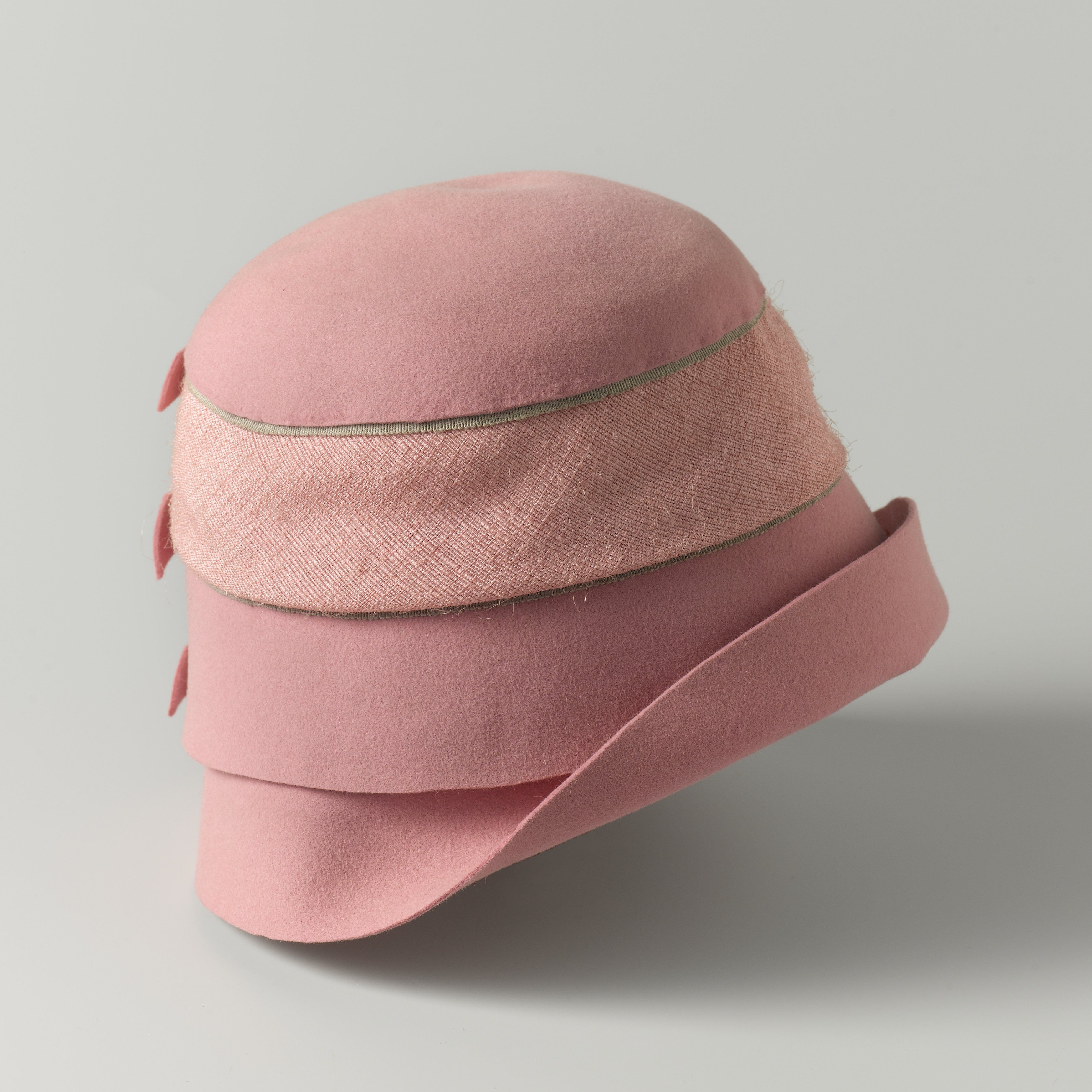
Cloche ontworpen door Katja Robinski, Amsterdam, rond 1960
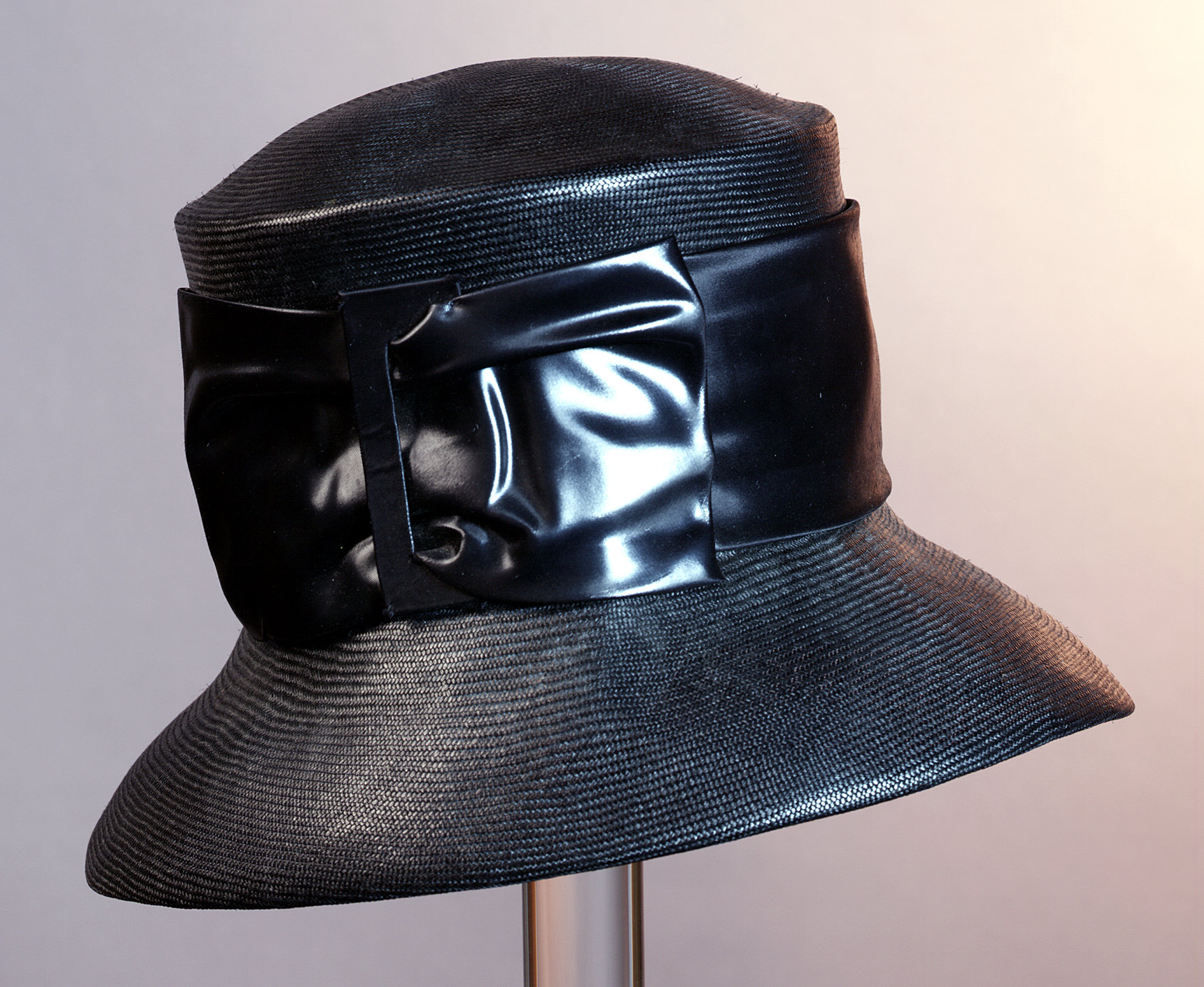
Cloche van zwart gladstro met glimmende hoedband, ontworpen door Maison Angelique / P.J. Baars, Zeist, rond 1960
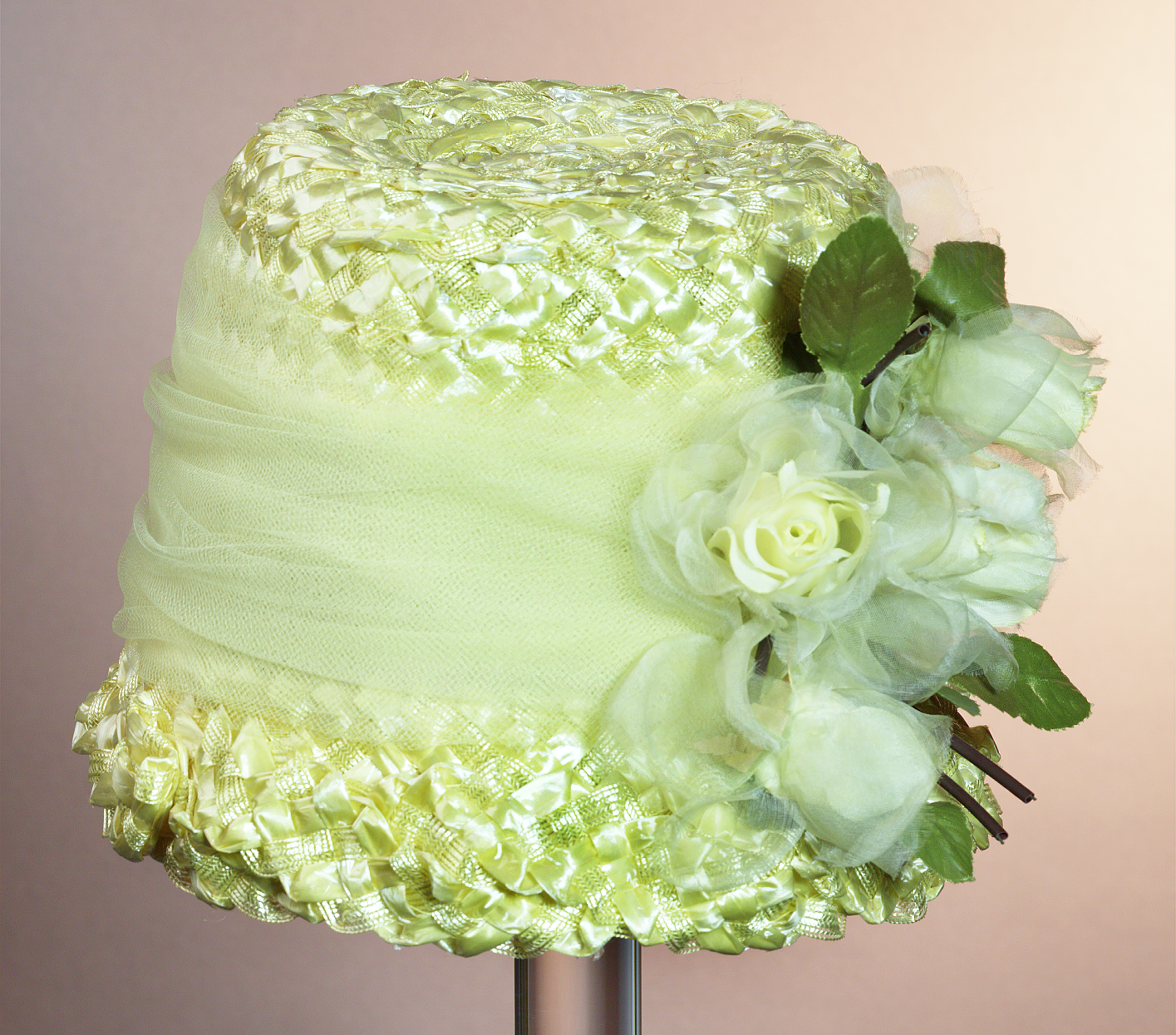
Cloche van geel imitatiestro en raffia, Nederlands ontwerp, rond 1965
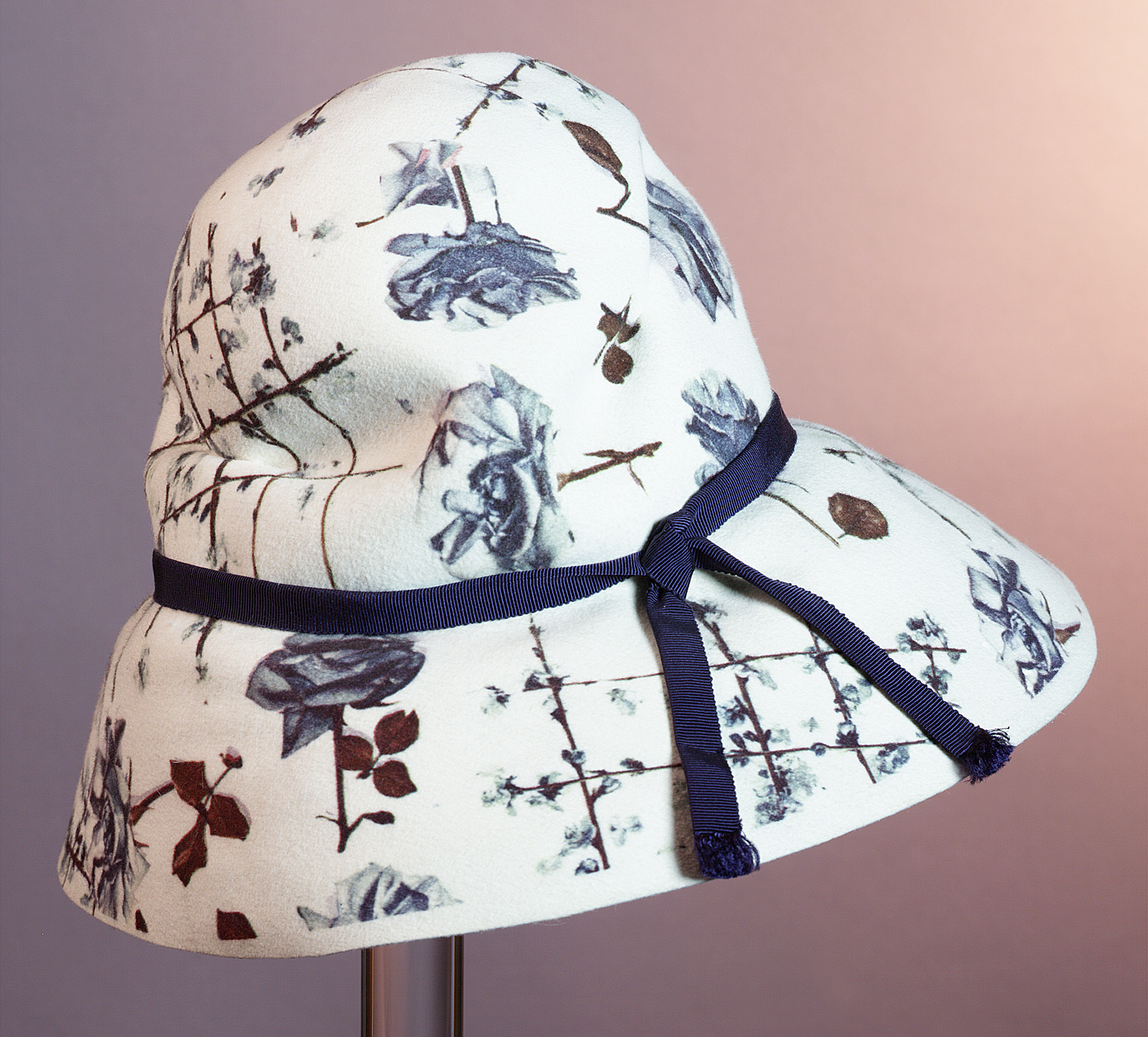
Bedrukte cloche van hoedenmerk Iris Utrecht, rond 1965
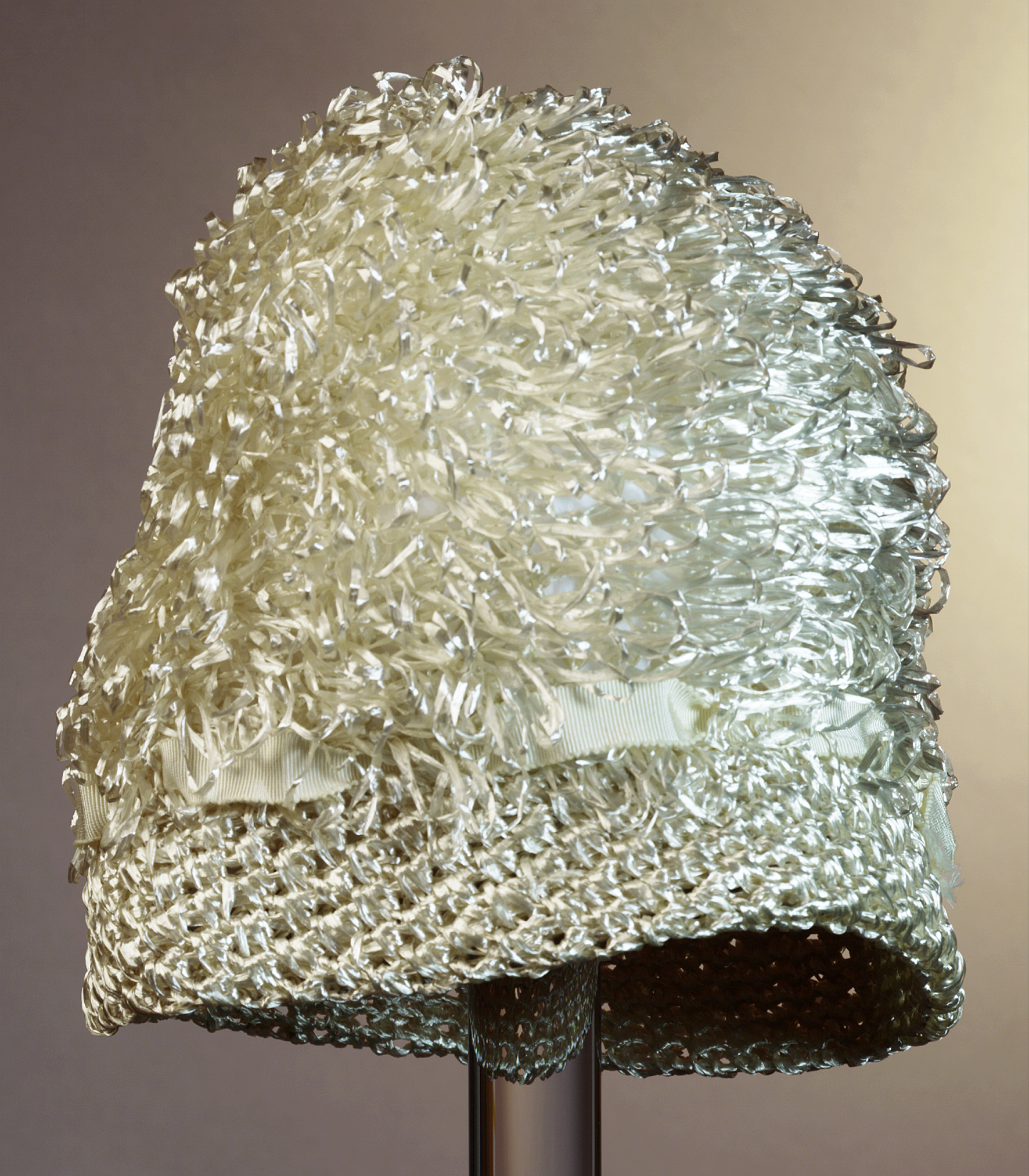
Cloche van met lussen gehaakt raffia, Italië, rond 1965
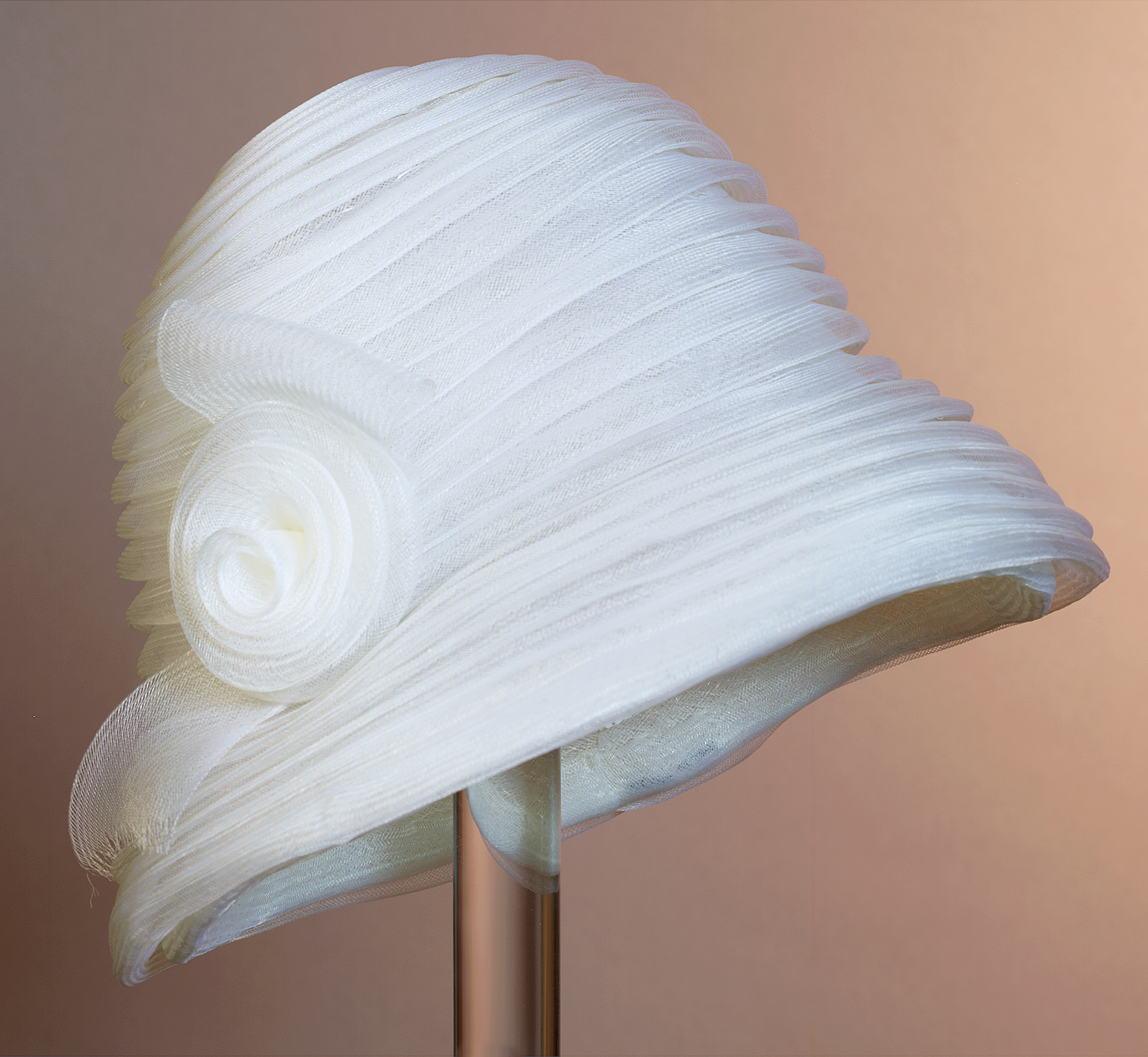
Cloche geheel gemaakt van crinband, rond 1965